# Seznam estonskih zgodovinarjev
Seznam estonskih zgodovinarjev.

## D
- Georg Dehio (1850–1932)

## L
- Märt Läänemets (1962)
- Mart Laar (1960)

## M
- Linnart Mäll (1938–2010)

## R
- Gustav Ränk (1902–1998)
- Hain Rebas (1943)

## V
- Voldemar Vaga (1899–1999)